# Båtolyckan på Orsjön 1890
Båtolyckan på Orsjön var en segelbåtsolycka som inträffade på Orsjön i Hälsingland på eftermiddagen den 28 augusti 1890. Sju av de åtta personerna ombord på båten omkom vid olyckan. En av de omkomna var den i Arbråtrakten kände landstingsmannen Erik Mårtensson.

## Olyckan
Sällskapet med åtta personer gav sig av från Kyrksjön i Arbrå vid fyratiden på eftermiddagen. Ombord på båten fanns ägaren, landstingsmannen och hemmansägaren Erik Mårtensson, hans fru Josefina och tre av deras fem barn. Med som passagerare var också tre ogifta kvinnor, bland annat dottern till stationsmästaren i Vallsta samt hennes moster, på tillfälligt besök på orten. 
Sällskapet seglade norrut efter Ljusnan, och kom ut på Orsjön, där sällskapet var på väg till en tjärfabrik för att fylla en tunna som medförts ombord med tjära. Båten var i höjd med sågen i Simeå på sjöns västra strand när en vindby fick den att kapsejsa och börja sjunka. En av passagerarna försvann snart ned i djupet, men de övriga försökte hålla fast i den tomma tjärtunnan. En räddningsinsats inleddes från sjöstranden, men när båten kom fram hade samtliga personer tappat taget om tunnan och sjunkit. I sista sekund lyckades man dock sticka ned en åra och rädda en fröken Berggren som svårt medtagen fördes i land. 

## Efterspel
Paret Mårtensson hade ytterligare två barn, två söner, som inte var med på utflykten eftersom de inte hade fått ledigt från skolan. Dessa fick växa upp hos släktingar i trakten.